# Associação Esportiva Tiradentes
El AE Tiradentes es un equipo de fútbol de Brasil que juega en el Campeonato Cearense de Segunda División, la segunda categoría del estado de Ceará.

## Historia
Fue fundado el 15 de septiembre de 1961 en el municipio de Fortaleza, capital del estado de Ceará y es el equipo que representa a la Policía Militar del Estado de Ceará.
En 1966 participa por primera vez en los torneos estatales, logrando el título de la segunda división estatal dos años después y con ello el ascenso al Campeonato Cearense. En 1982 juega por primera vez a escala nacional cuando logra participar en el Campeonato Brasileño de Serie B en el que termina en el lugar 46 eliminado en la primera ronda; y en 1992 gana el título del Campeonato Cearense por primera vez.
En 2012 termina en cuarto lugar del Campeonato Cearense, con lo que logra clasificar para el Campeonato Brasileño de Serie D por primera vez, donde llega a la fase de ascenso al Campeonato Brasileño de Serie C, pero se queda corto y termina en séptimo lugar de la liga.

## Palmarés
- Campeonato Cearense: 1

1992
- Campeonato Cearense de Serie B: 2

1968, 2015
- Torneo del Movimiento: 1

1999

## Galería

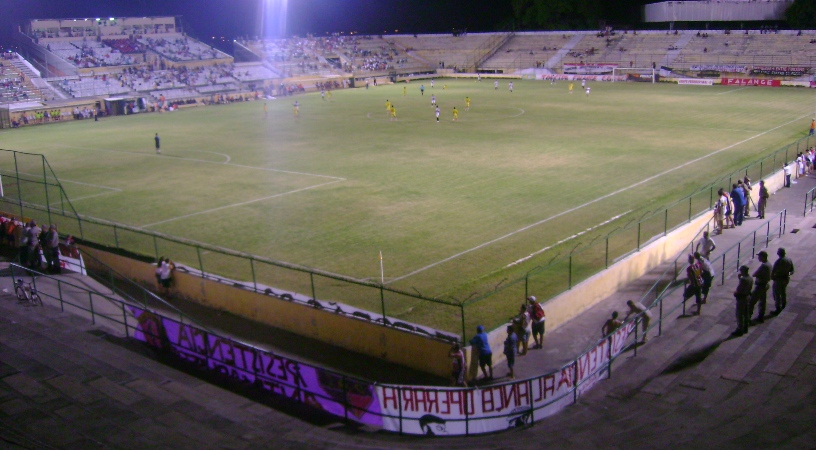
Estádio Presidente Vargas (Ceará)
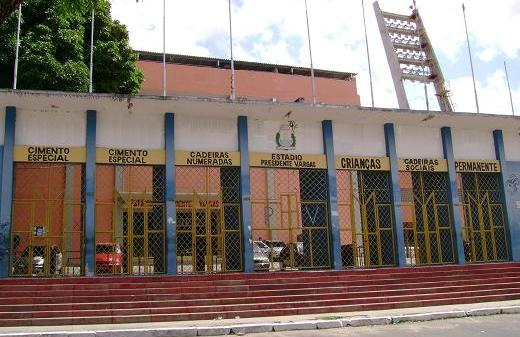
Estádio Presidente Vargas – desde afuera